# Las Parcelas (métro de Santiago)
Pour les articles homonymes, voir Las Parcelas.
Las Parcelas est une station de la Ligne 5 du métro de Santiago, dans le commune de Maipú.

## La station
La station est ouverte depuis 2011.

## Origine étymologique
Son nom vient de l'avenue Pajaritos, avec l'Arquitecto Hugo Bravo est situé juste au-dessus de la station.